# Isaia

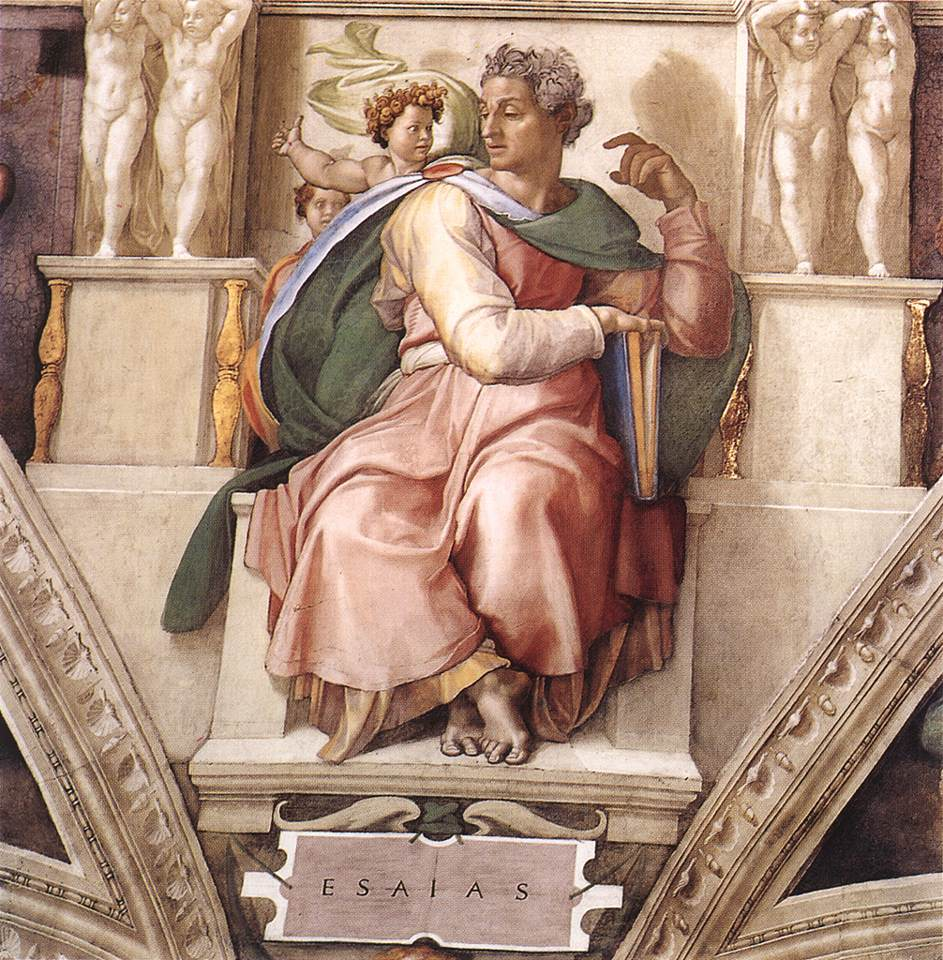
Fresca „Profetul Isaia” de Michelangelo, (Vatican, Capela Sixtină)

Isaia (în ebraică ְישַׁעְיָהוּ, Yəšaʿyáhu) a fost un profet evreu. Și-a început activitatea în Ierusalim în anul morții regelui Azaria și a continuat-o sub regii Ioatam (740 – 736), Ahaz (736 – 716) și Iezechia (716 – 687).
Ideile de bază ale operei lui Isaia sunt: Dumnezeul lui Isaia este „cel sfânt”, Dumnezeu este singura realitate importantă, mesianismul, rămășițele - elita religioasă care este purtătoarea mesajului divin nealterat.
Partea aparținătoare lui Isaia este partea capitolelor 1-39 și se împarte în: profeții privitoare la tribul lui Iuda și Ierusalim (1-12), profeții privitoare la neamurile păgâne (13-23), marele apocalips (24-27), amenințări care încep cu „vai” (34-35) și o completare istorică (36-39).

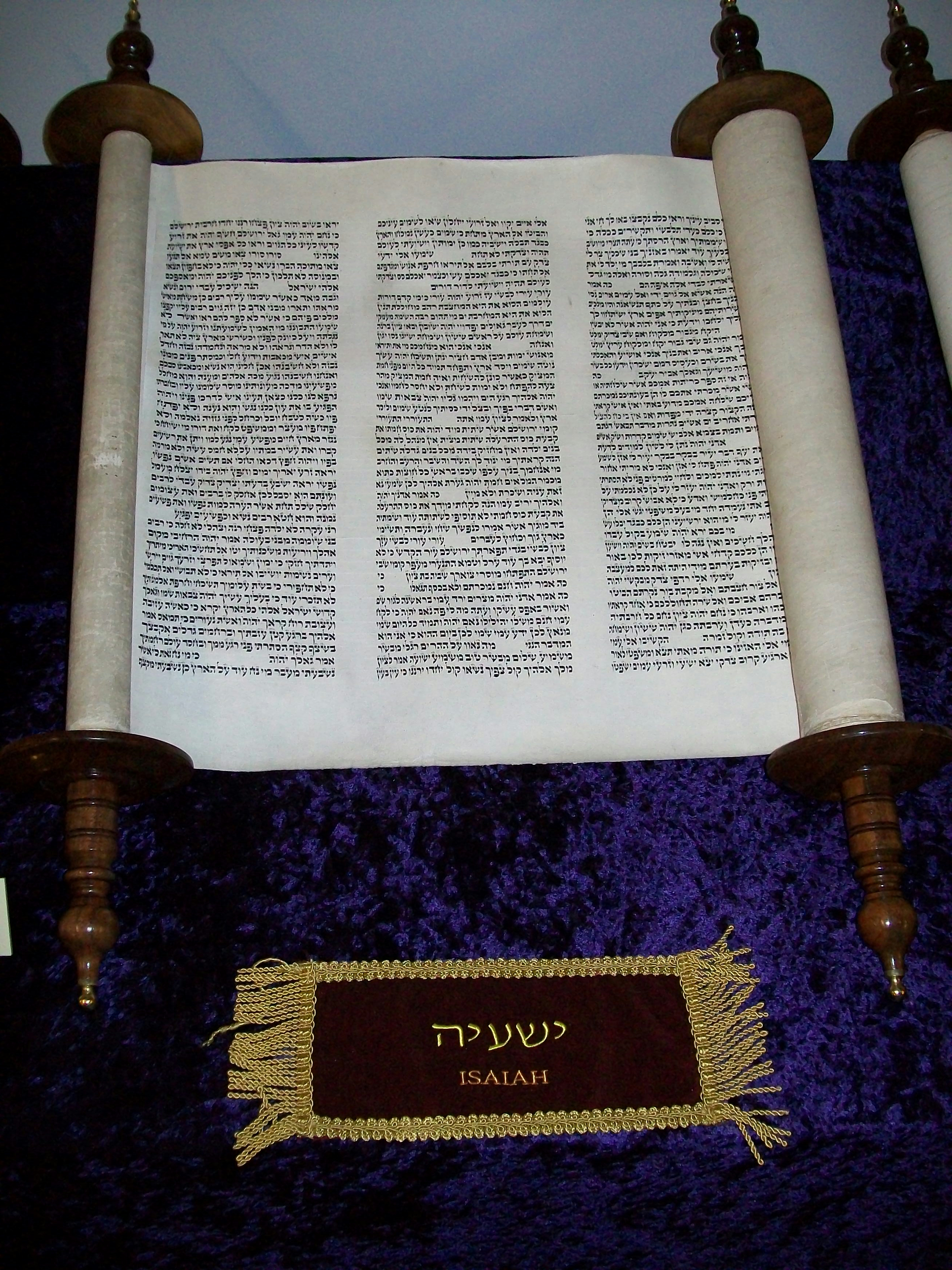

După o veche tradiție iudaică, Isaia ar fi trăit până la începutul domniei lui Manase și ar fi fost ucis din ordinul acestui rege idolatru fiind tăiat cu fierăstrăul (690). Isaia a trăit într-un timp când marea putere asiriană a ajuns la culmea sa prin anul 722 î.Cr., anul prăbușirii regatului de nord. Isaia a avut un rol atât religios cât și politic iar prin puterea convingerilor sale și prin activitatea sa, a dezvoltat o teologie despre Dumnezeu și însușirile sale și despre raporturile Lui cu lumea. El ar fi prezis conform interpretărilor creștinilor (interpretări care nu îi conving pe evrei, care consideră că Isaia vorbește de o personificare a poporului Israel, nu discută despre Mesia) pe Mesia și împărăția mesianică cu atâtea amănunte încât Sfinții Părinți l-au numit „Evanghelistul Vechiului Testament”.
Cercetătorii Bibliei consideră că a existat un Proto-Isaia, care a scris capitolele 1-39, conținând cuvintele din sec. VIII î.e.n. ale unui profet, amplificate în secolul al VII-lea î.e.n., care conform autorilor evanghelici ar fi creat o adevărată școală de gândire în perioada 740 – 701, un Deutero-Isaia (cap. 40-55) care a scris în secolul al VI-lea î.e.n., spre sfârșitul captivității babiloniene și un Trito-Isaia (cap. 56-66), care ar putea fi de fapt mai mulți autori, a/au scris la Ierusalim după întoarcerea din exil.:pp. 558–562
Isaia este pomenit în Sinaxar în luna mai, ziua a noua :
|  | Tot în această zi, pomenirea sfântului slăvitului prooroc Isaia. Sfântul prooroc Isaia, marele glăsuitor, a trăit în Ierusalim, pe vremea regelui Manase, fiul lui Iezechia, de către care a și fost tăiat cu ferăstrăul, și cu sfârșit mucenicesc și-a săvârșit viața, fiind îngropat la locul ce se zice Aroil sau Roghil, aproape de trecătoarea apelor pe care le-a stricat regele Iezechia de le-a afundat. Și Dumnezeu a făcut spre semn de a izvorât iarăși acest izvor al Siloamnlui pentru acest prooroc. Pentru că mai înainte de a nu muri, leșinând de sete, se ruga lui Dumnezeu, Care l-a ascultat și îndată a trimis Dumnezeu apă vie din izvorul Siloamului. De aceea s-a numit izvorul acesta Siloam, care se tâlcuiește trimis. Și în vremea lui Iezechia până a nu fi făcut puțurile și fântânile, prin rugăciunea Isaiei a ieșit puțină apă, când era cetatea încercuită de vrăjmași, ca să nu piară cetatea din lipsa de apă, fiindcă era Ierusalimul înconjurat de cei de alt neam. Că întrebau vrăjmașii, de unde aveau iudeii apă să bea. Și fiind înștiințați că din izvorul Siloamului, au îngrădit cetatea de au încercuit-o și au străjuit Siloamul. Deci când veneau iudeii cu Isaia, fără de veste izbucnea apa. Drept aceea și până astăzi fără de veste izvorăște. Și de vreme ce s-a făcut aceasta prin rugăciunea proorocului Isaia, pentru aceasta, spre pomenirea lui, și poporul l-a îngropat cu osârdie și cu cinste aproape de Siloam, ca să aibă și după moartea lui prin mijlocul rugăciunilor sale îndulcirea apei. Mormântul acestui prooroc se află aproape de mormintele regilor, din dosul mormintelor preoților, spre partea cea dinspre miazăzi a Ierusalimului. Căci regele Solomon a făcut mormântul lui David tatăl său, însemnând spre răsăritul Sionului, care are intrare de la Gavaon, departe de cetate douăzeci de stadii. Și a făcut cale ocolită într-o parte și într-alta, care are intrare neștiută de mulți. Și până astăzi este neștiută de cei mai mulți dintre preoți, ca și de tot poporul, căci acolo își ținea regele aurul ce-i venea din Etiopia și aromatele, adică miresmele cele scumpe. Și de vreme ce regele Iezechia a arătat taina lui David și a lui Solomon preoților babilonieni, care văzând minunea ce s-a făcut în trupul bolii lui, că s-a întors soarele înapoi cu zece ceasuri, și minunându-se pentru aceasta, au mers ca să vadă, de vreme ce Iezechia a făcut aceasta de a spurcat oasele părinților săi, a blestemat Dumnezeu să fie neamul lui spre robie vrăjmașilor săi. Și l-a făcut fără de rod din ziua aceea. Proorocul Isaia era la arătarea trupului astfel: avea barba lungă și ascuțită, și se apropia a ajunge cu vârsta la bătrânețe. Și se face pomenirea lui în biserica sfântului mucenic Lavrentie, unde au fost așezate mai pe urmă și moaștele lui, după ce mai întâi au fost aduse în Constantinopol. | — Sinaxar |

Nimeni nu a descoperit mormântul lui David.
Izvorul Ghihonului a fost folosit începând cu mai înainte de 3000 î.Hr. (5000 înainte de prezent). Rezervorul de apă al Siloamului era alimentat din izvorul Ghihonului printr-un tunel. „Izvorul” Siloamului trebuie scris cu ghilimele.